# Saint-Germain-des-Bois, Cher
Saint-Germain-des-Bois är en kommun i departementet Cher i regionen Centre-Val de Loire i de centrala delarna av Frankrike. Kommunen ligger  i kantonen Dun-sur-Auron som tillhör arrondissementet Saint-Amand-Montrond. År 2022 hade Saint-Germain-des-Bois 614 invånare.

## Befolkningsutveckling
Antalet invånare i kommunen Saint-Germain-des-Bois
Referens:INSEE